# Leechwald

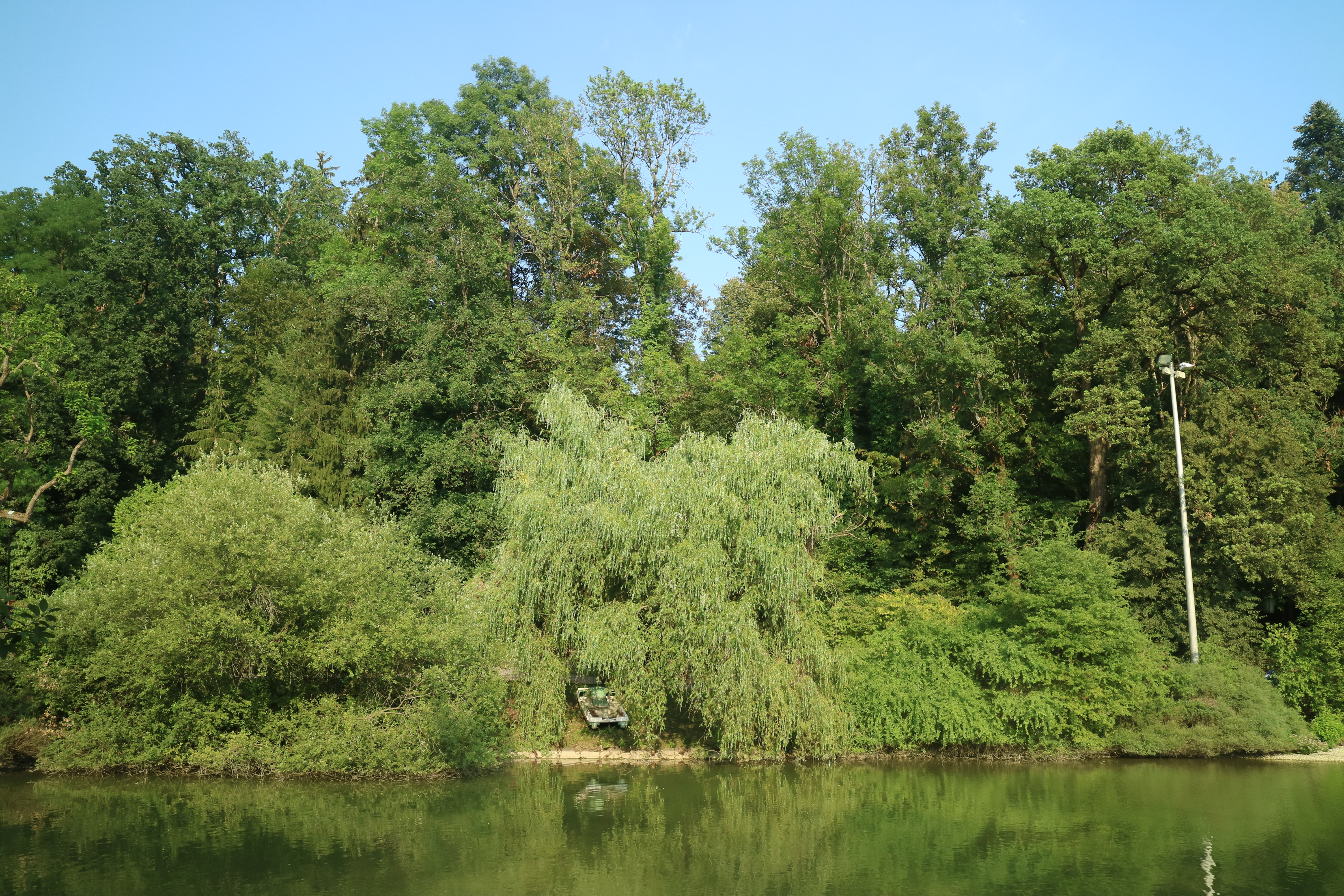
Waldrand am Hilmteich

Der Leechwald ist ein Stadtwald in der steirischen Landeshauptstadt Graz. Das Areal befand sich in der zweiten Hälfte des 19. Jahrhunderts in adligem Besitz und wurde zunächst als Parkanlage gestaltet. Heute erstreckt sich das Waldgebiet über drei Stadtbezirke und bildet zusammen mit dem Hilmteich ein beliebtes Naherholungsgebiet sowie eine bedeutende ökologische Ausgleichsfläche.

## Lage und Umgebung

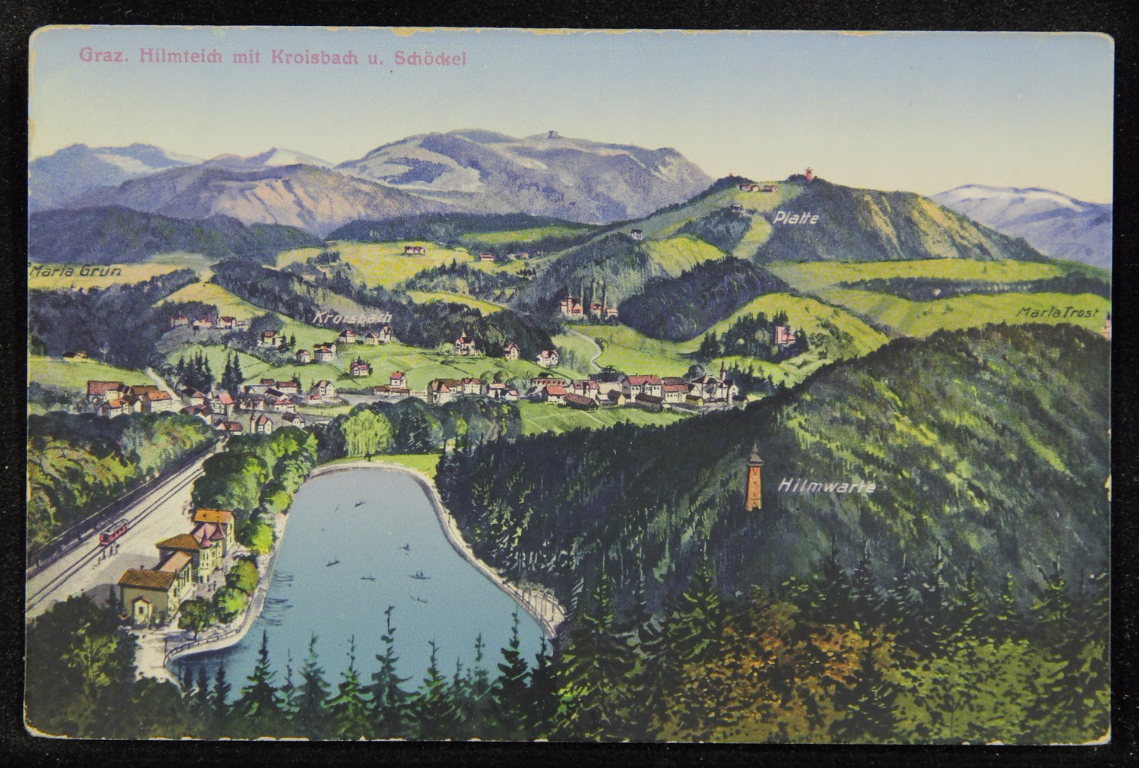
Hilmteich und Leechwald (rechts), im Hintergrund Schöckl und Platte, Ansichtskarte von ca. 1913

Der Leechwald erstreckt sich auf einem weit ins Grazer Becken hineinreichenden Ausläufer des Oststeirischen Riedellandes. Ein Großteil des Waldes liegt im Stadtbezirk Mariatrost, kleinere Flächenanteile verteilen sich auf Geidorf und Ries. Der vom Stadtzentrum in Richtung Nordosten ziehende Riedel, an dessen südliches Ende sich das Gelände des LKH-Universitätsklinikums schmiegt, wird von den beliebten Wohngegenden Mariatroster Tal nordwestlich und Stiftingtal südöstlich begrenzt. Am westlichen Hangfuß, gleichbedeutend mit dem Waldrand, liegt der aus einer Lehmgrube hervorgegangene Hilmteich, der mit Straßenbahnlinie 1 erreichbar ist.
Der Leechwald im engeren Sinn besteht auf einer Länge von etwa 2 km und erreicht in der Breite eine Ausdehnung von 200 bis maximal 600 m. Sein nördliches Ende erreicht er beim Durchbruch des Mariatroster Baches bei Kroisbach. Die Seehöhe beträgt in diesem Bereich zwischen 380 und 480 m ü. A. Von der Villa Hahnhof, in der die zentrale Versuchstieranlage des Klinikums untergebracht ist, setzt sich das Waldgebiet als mehr oder weniger schmaler Streifen entlang des Roseggerweges fort. Die Waldflächen bis zur Basilika Mariatrost und darüber hinaus werden zeitweise auch noch als Leechwald bezeichnet.

## Flora und Fauna
Die Standortbedingungen im Leechwald werden geologisch vom Tertiär der Grazer Bucht bestimmt. Im größten Teil finden sich pleistozäne Schotter in 3 bis 4 m Tiefe mit darüber liegenden Lehmen. In den tieferen Bereichen kommen alluviale Sedimente vor, in höher gelegenen Bereichen – etwa entlang des Roseggerweges – ist der lehmige oder mergelige Tertiärboden teilweise ausgelaugt und von Belvedereschottern und Sanden überdeckt. Mangels bedeutsamer Quellen ist die Bodenfeuchtigkeit von Niederschlägen und der Bodenbeschaffenheit abhängig.
Die natürliche Vegetation am Standort des Leechwaldes bildet ein kolliner Laubmischwald mit Rotbuche und Eichen, der mit der Zeit durch Föhren ergänzt wurde. Mit der Parkanlage im 19. Jahrhundert erfuhr dieses Erscheinungsbild vor allem durch die Pflanzung zahlreicher exotischer Koniferenarten eine starke Veränderung. Dazu gehören Küsten-Douglasie, Alcocks-Fichte, Kaukasus-Fichte, Sitka-Fichte, Weymouth-Kiefer, Abendländischer Lebensbaum, Hiba-Lebensbaum, Japanischer Lebensbaum, Riesen-Lebensbaum, Sadebaum, Hinoki-Scheinzypresse, Lawsons Scheinzypresse, Nootka-Scheinzypresse, Sawara-Scheinzypresse, Kanadische Hemlocktanne, Nordmann-Tanne, Sibirische Tanne und Weiß-Tanne. Unter den mehr oder weniger heimischen Nadelhölzern befinden sich allen voran Gemeine Fichte, Waldkiefer und Österreichische Schwarzkiefer sowie Europäische Eibe, Lärche und Gemeiner Wacholder. Zu den vorkommenden Laubhölzern zählen, Bergahorn, Feldahorn, Weiß-Birke, Hainbuche, Stieleiche, Schwarz-Erle, Gemeine Esche, Edelkastanie, Fleischrote Rosskastanie, Winterlinde, Zitterpappel, Robinie, Tulpenbaum, Feld-Ulme, Vogelbeere und Vogel-Kirsche.
Zwischen 1964 und 1975 konnten im Leechwald und dem anschließenden Waldgebiet am Roseggerweg 820 verschiedene Pilzarten gezählt werden. Ein Zusammenhang dieser Vielfalt mit den ausländischen Baumpflanzungen wurde dabei zumindest für möglich gehalten. Als besonders bemerkenswerte Funde nannte der Studienautor unter anderem Austern-Seitling, Zierlicher Dachpilz, Gallertfleischiger Fältling, Gemeiner Klapperschwamm, Grüner Knollenblätterpilz, Grauer Scheidenstreifling, Mausgrauer Scheidling, Gemeiner Strubbelkopfröhrling, Winterrübling und Stachelschuppiger Wulstling.
Durch seine Lage im urbanen Raum und die mit der ökologisch kleinräumigen Strukturiertheit einhergehende Lebensraumvielfalt ist der Leechwald ein wichtiger Ruhe- und Rückzugsort verschiedener Tierarten. Alt- und Totholzelemente werden vielfach belassen, um Insekten und Kleintieren ein Habitat zu bieten. Bis 2000 konnten im Waldgebiet 40 verschiedene Vogelarten nachgewiesen werden. Darunter befinden sich Amsel, Mistel- und Singdrossel, Bergfink, Gartenbaumläufer, Gimpel, Sommer- und Wintergoldhähnchen, Eichelhäher, Waldkauz, Kernbeißer, Rabenkrähe, Kuckuck, Mönchsgrasmücke sowie alle fünf heimischen Spechtarten Blut-, Bunt-, Grau-, Grün- und Schwarzspecht. Die Zahl der zumindest zeitweise im Leechwald lebenden Tierarten wurde ohne Einzeller auf etwa 5000 geschätzt.

## Geschichte
Der Name Leechwald leitet sich vom mittelhochdeutschen lè ab, was übersetzt „Hügel(-grab)“ bedeutet. Denselben Ursprung haben die Bezeichnungen der Leechkirche und der Leechgasse. Wie aus den Karten der Josephinischen Landesaufnahme hervorgeht, bestand der Wald bereits 1787. Das Areal gelangte in den 1860er Jahren in den Besitz von Graf Heinrich von Attems-Petzenstein, der es von einem bäuerlichen Föhrenwald zu einer mondänen Parkanlage umgestalten ließ. Mit dem anfänglichen Zurückschneiden des Nadelwaldes wurde die Entwicklung eines Eichenhains gefördert, der durch Pflanzung von angeblich 36.000 Jungbäumen 2400 verschiedener Arten ergänzt wurde. Die Pflanzen, darunter vor allem Koniferen (siehe oben), bezog Attems vornehmlich aus Muskau.

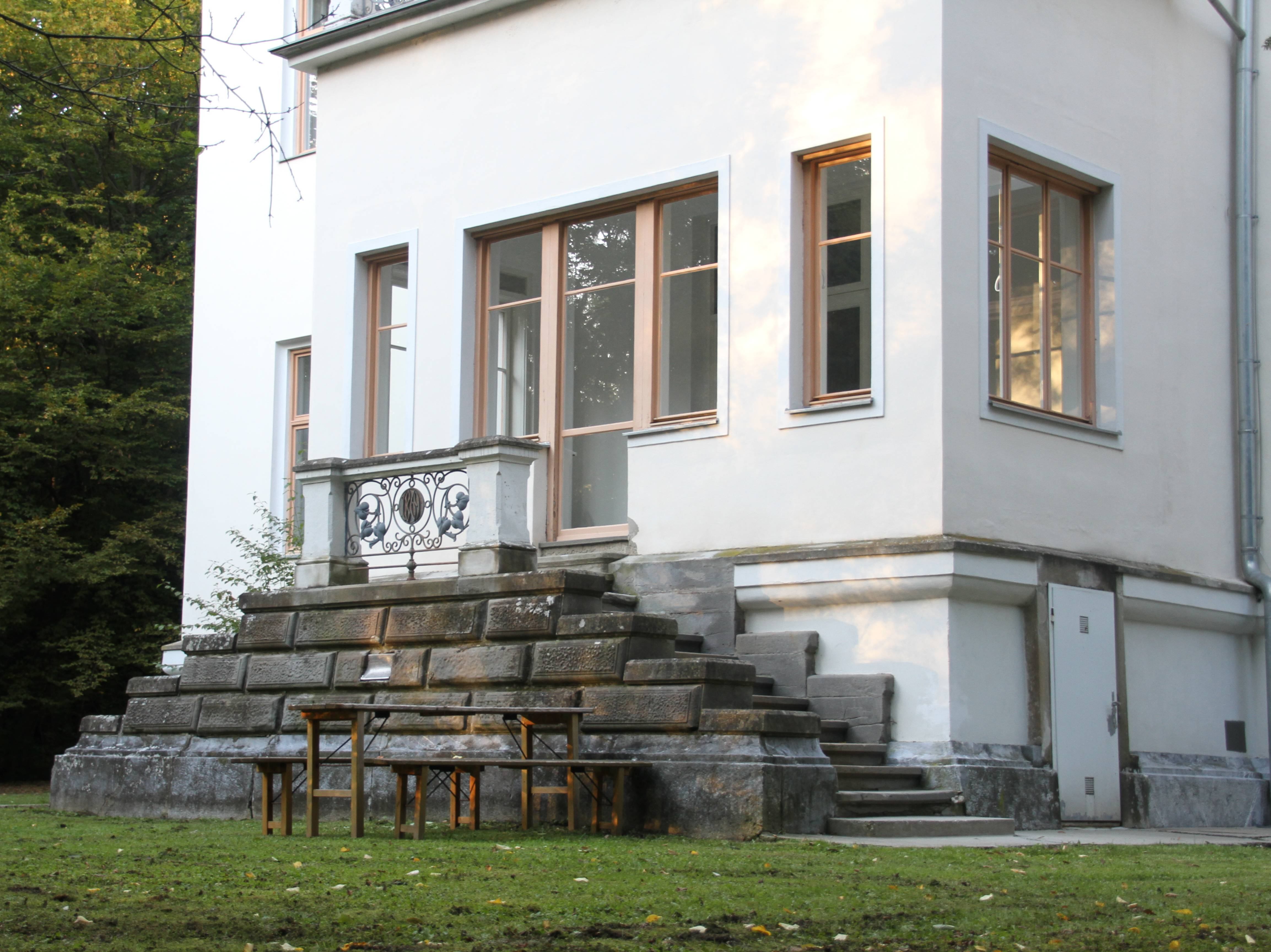
Die Leechwald-Villa (Detail 2012)

 Nach Bau einer Zufahrtsstraße wurde 1869 mitten im Wald eine Villa errichtet, die fortan als Domizil der Familie Attems diente. Rund um das Wohnhaus befand sich ein großer Rosengarten, dessen Hauptblütezeit in den 1890er Jahren vermutet wurde. Der geplante Umbau zu einer Lungenheilstätte scheiterte an einer nicht erteilten Bewilligung, heute dient die Villa als Gästehaus der Technischen Universität.
Anfang des 20. Jahrhunderts kaufte der Wiener Bauunternehmer Alfred Wünsch den umliegenden Wald in der Hoffnung, ihn roden und die Grundstücke mit Villen bebauen zu können. Als auch dieses Vorhaben nicht bewilligt wurde, bot er das damals noch in der Gemeinde Fölling (später Maria Trost) gelegene Areal 1905 der Stadtgemeinde Graz zum Kauf an. Weil Wünsch den Grund bereits hatte parzellieren lassen, gestalteten sich die Kaufverhandlungen als schwierig. Schließlich erwarb die Grazer Gemeindesparkasse das 9 ha umfassende Grundstück 1907 für den Preis von 400.000 Kronen aus ihrem Reservefonds. Für eine symbolische Pacht wurde es in die Obhut der Stadt übergeben, die bereits seit 1868 im Besitz des angrenzenden Hilmteichs war. Noch im selben Jahr konnte der neue Stadtwald eröffnet und somit der Bevölkerung übergeben werden.
Wenngleich das mit der Öffnung einhergehende „Menschengewimmel“ anfangs durchaus kritisch gesehen wurde, entwickelte sich der Leechwald zu einem der bedeutendsten Naherholungsräume der Stadt. Nicht zuletzt deswegen reagieren Anrainer und Besucher immer wieder empfindlich auf Schlägerungen. Solche erfolgten insbesondere 1974 als Verjüngungsmaßnahme und 1996 als Teil eines Sanierungsprogramms in Folge großer Schneemengen. Wie erst drei Jahre später bekannt wurde, lehnte die Stadt 1997 und 1998 ein Angebot der Österreichischen Wohnbaugenossenschaft (ÖWG) ab, drei Waldparzellen im Bereich Lindenhof zum Nulltarif zu übernehmen. Laut Recherchen der Kleinen Zeitung wären für die 6570 m² große Fläche lediglich Baumsanierungskosten in Höhe von 60.000 Schilling angefallen. Nach Rodung durch den neuen Privateigentümer gab der für die Liegenschaftsverwaltung zuständige Stadtrat Siegfried Nagl 2001 an, von der Causa nichts gewusst zu haben.
Vizebürgermeister Franz Hasiba erklärte 1974, den Wald unbedingt erhalten zu wollen:

„Der Leechwald muß – und das ist meine feste Absicht – nicht nur uns und unseren „Zeitgenossen“ als das wunderschöne Erholungsgebiet erhalten bleiben, das er heute ist, sondern auch unseren Kindern, die vielleicht noch stärker als wir auf solche „grünen Inseln“ angewiesen sein werden.“

## Freizeitangebot

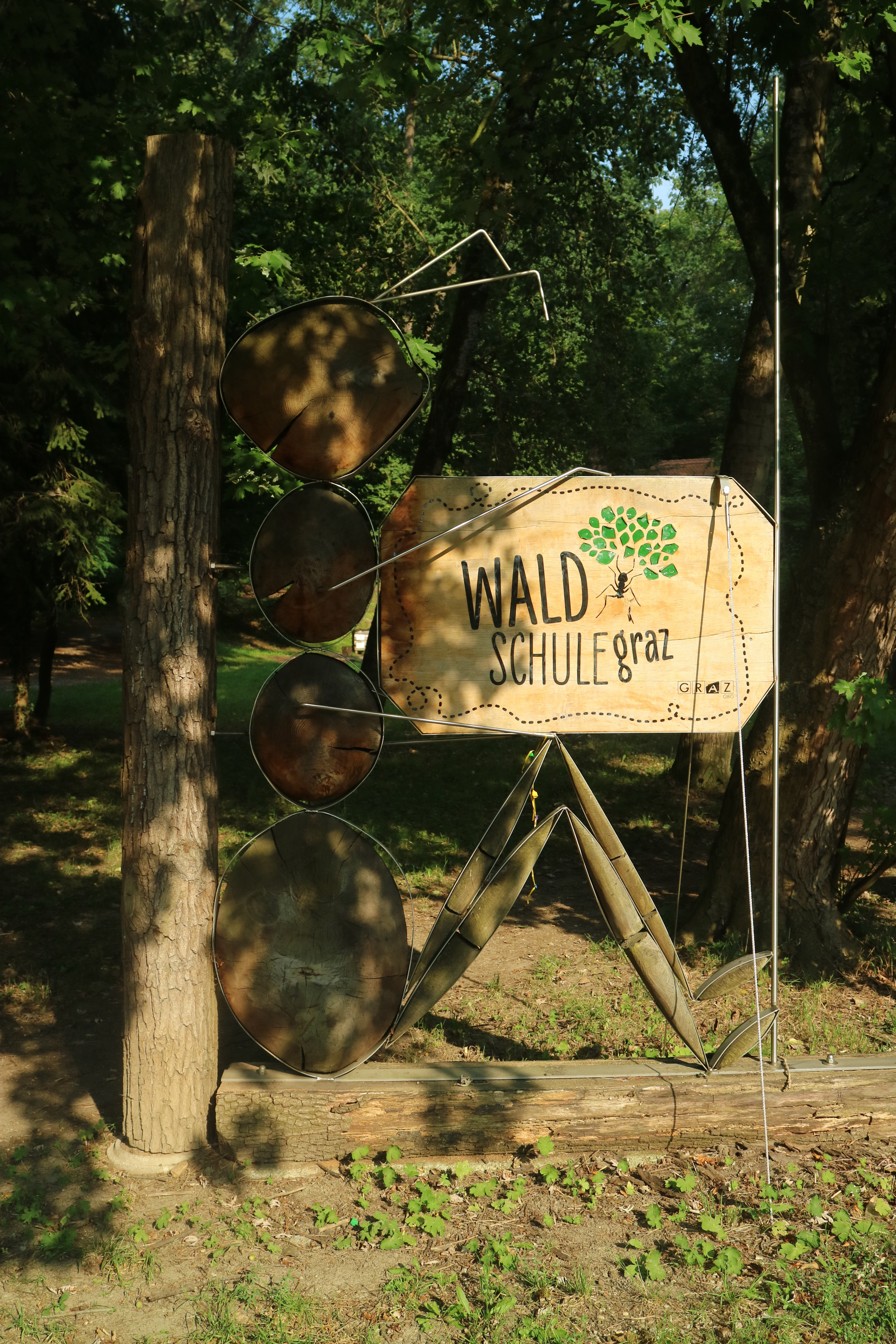
Waldschule Graz

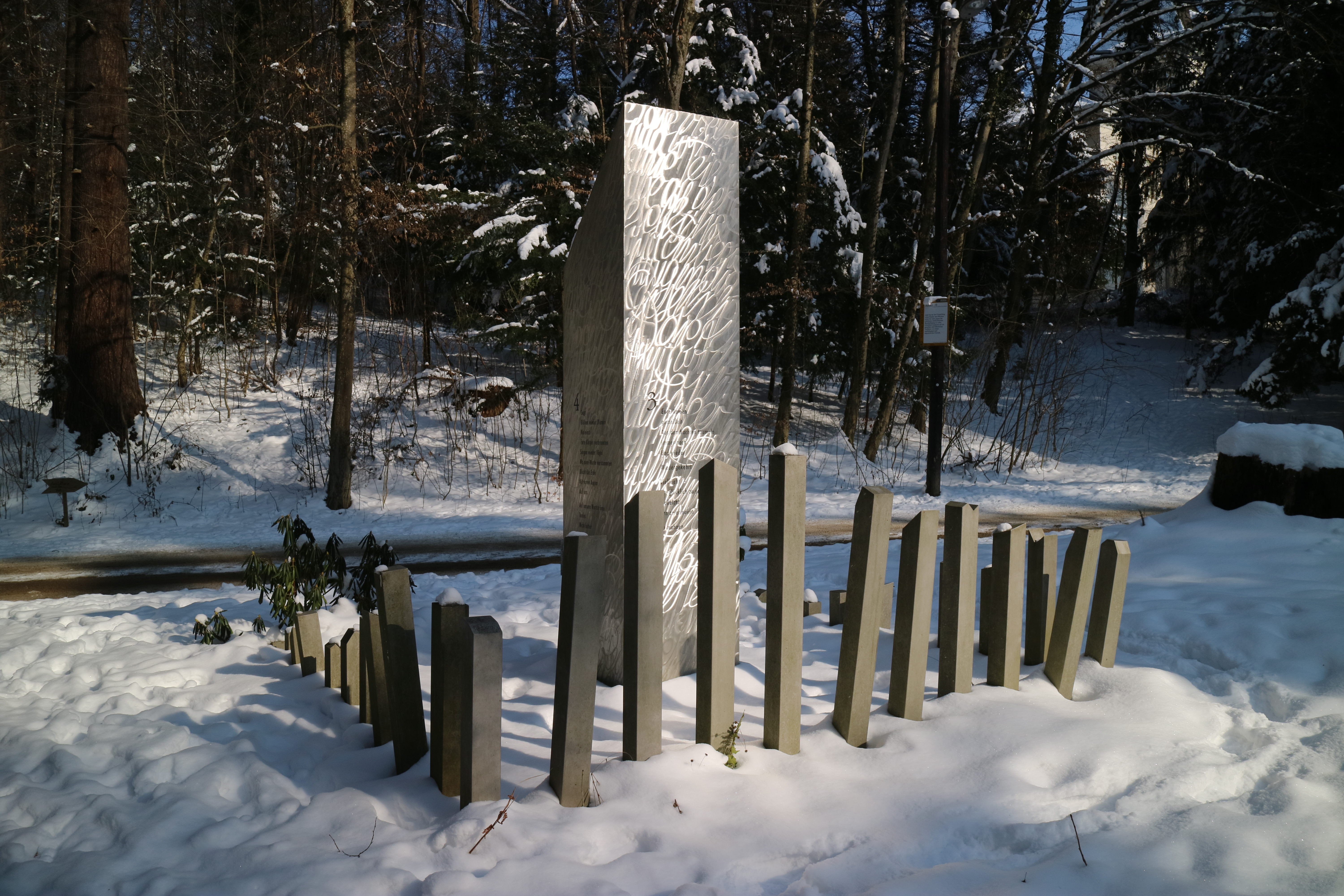
Mahnmal für behinderte NS-Opfer

Während anfangs eine Buschenschank die Leute in den Leechwald lockte, entwickelte sich das Freizeitangebot seither ständig weiter. Vor allem Spaziergänger und Läufer schätzen das Gelände. Neben einer beschilderten Laufstrecke und Kontrollposten für den Orientierungslauf führt ein beliebter Wanderweg vom Hilmteich nach Mariatrost, der auch einen Abschnitt des steirischen Mariazeller Weges darstellt. Daneben besteht ein 2000 von der Berg- und Naturwacht in Zusammenarbeit mit dem Institut für Naturschutz und Landschaftsökologie und der städtischen Liegenschaftsverwaltung angelegter Waldlehrpfad. Ein seit 2007 bestehender Hochseilgarten umfasst eine Fläche von 8000 m² und bietet vier Parcours unterschiedlicher Schwierigkeitsgrade. Ebenso im Leechwald befinden sich die Waldschule Graz und bis zum Dezember 2023 der Tierschutzverein Kleine Wildtiere in großer Not. Die bereits 1888 eröffnete Hilmwarte trägt heute ein Wetterradar und ist nicht mehr frei zugänglich.
Eine Besonderheit ist der Menschenrechtsweg, der entlang der Zufahrtsstraße zu Villa und Hilmwarte sowie dem Begrenzungszaun zum LKH führt und alle 30 Artikel der Allgemeinen Erklärung der Menschenrechte  auf Tafeln wiedergibt. Passend zu Artikel 10 („Jeder Mensch hat ein angeborenes Recht auf Leben“) wurde 2011 im Auftrag der Lebenshilfe Steiermark vom Künstler Sigi Faschingbauer ein Mahnmal entworfen. Es besteht aus einer Stele mit einem Gedicht und mehreren gebogenen Metallstäben und soll an die Verfolgung und Vernichtung von Menschen mit Behinderung während des Nationalsozialismus erinnern. Folgend der letzte der vier Gedichtverse:
Sagt

Blühen wieder Blumen

Wo einst

Eure Körper verbrannten

Singen wieder Vögel

Wo eure Worte verstummten

Blickt die Erde

Mit euren Augen

Auf uns
Auf unsere Wortströme

Tonlos

Nicht bitter